# Atelier d'écriture
 (mai 2025).
 (mai 2025).
Un atelier d'écriture désigne généralement un lieu coopératif consacré à l'écriture qui, à la fois, suscite et sollicite la créativité des participants, en particulier au moyen d'inducteurs et de « contraintes » artistiques volontaires proposées au groupe par l'intervenant. Comme toutes les pratiques artistiques de groupe, l'atelier d'écriture peut avoir différents objectifs (création, formation, initiation, lutte contre l'illettrisme, visée thérapeutique) en fonction du public et des lieux institutionnels dans lesquels il se développe.

## Historique de la technique
Comme souvent dans l'histoire des idées on ne peut attribuer à une seule personne l'origine de ce mouvement. Les ateliers d'écriture ont cependant plusieurs points d'émergence.

### En France, Belgique et pays francophones
Les prémisses des ateliers d'écriture peuvent remonter par exemple à Louise Michel, l’une des figures de la Commune, qui les a utilisés pour aider les Canaques auprès desquels elle était emprisonnée en Nouvelle-Calédonie, comme outil pédagogique pour défendre la liberté, la connaissance et la parole.
Bien plus tard, Émilia Ferreiro, psycholinguiste argentine, soutient — dans une recherche sur les processus d’appropriation de la langue écrite par l’enfant et sa façon de concevoir le système d’écriture, menée au Mexique[réf. incomplète] —, que « L’essentiel de l’activité de l’enfant face à l’écrit est d’ordre cognitif…» et que l'acquisition de l'écrit ne commence pas à l'école. Dans le même temps apparaissent des mouvements, eux aussi d'avant-garde, à l'école: Montessori, Freinet, ainsi que tous les travaux et pratiques d'instituteurs d'après-guerre confrontés à quelque chose de l'ordre de la reconstruction, des enfants, et savent, seuls dans leurs classes, développer parfois des pratiques de "génie"[style trop lyrique ou dithyrambique]. C'est l'héritage d'une certaine (école) "Communale", habitée de savoir-faire où devenir instituteur a été une élaboration à l'École Primaire supérieure puis à l'École Normale, qui dure de l'âge de 12 à 18 ans. Tout en même temps ces êtres s'ouvrent au monde, le resteront toute leur vie, et le transmettent aux autres[style à revoir]. Parmi ceux qui ont fait mouvement, Célestin Freinet a mis au point dès 1935 une technique de pédagogie active dite Pédagogie Freinet fondée sur la mobilisation des élèves avec, entre autres, l'écriture de textes libres à partir d'un thème. Les élèves lisaient leurs textes à haute voix et les meilleurs étaient imprimés puis échangés entre les écoles qui participaient au mouvement Freinet. Dans les premiers temps les élèves utilisaient une presse qui nécessitait une composition avec les caractères en plomb de l'imprimerie. Des poètes et chercheurs en pédagogie, particulièrement Antonin Perbosc et Jean Malrieu, relaient ces travaux dans leurs classes.[réf. nécessaire]
Vers la fin des années 1960, une nouvelle impulsion est donnée aux ateliers d'écriture, menée par le Secteur Poésie-Écriture du Groupe français d'éducation nouvelle (GFEN) et la revue Encres Vives. Les ateliers d'écriture du GFEN se sont immédiatement inscrits dans une problématique double : d'un côté, la construction du pouvoir d'écrire (lieu : le savoir, l'école, la formation) ; de l'autre, la création littéraire en général et poétique en particulier. Ces pratiques ont notamment été diffusées au moyen de la revue Cahiers de Poèmes. Le GFEN a créé une biennale des ateliers d'écriture. Ce mouvement et cette recherche sont encore féconds aujourd'hui. Certains animateurs des ateliers GFEN ont fondé, dans les années 1970-1980, des revues de création : Glyphes, Filigranes, Rivaginaires, Soleils et cendre.
En 1969, Élisabeth Bing commence à travailler avec des enfants en difficulté scolaire et psychique à Dieulefit dans la Drôme. Elle surmonte les problèmes en mettant au point un mode d'incitation à l'écriture pour les enfants.
L'Université d'Aix-en-Provence et Élisabeth Bing, ouvrent alors des ateliers pour des adultes concernés par le désir d'écrire, les deux sont reconnues en France comme initiatrices de cette démarche. L'atelier d'écriture tel que décrit par Élisabeth Bing se situe radicalement du côté de la création littéraire.
La thèse d'Isabelle Rossignol (1994) identifie trois points de friction :
1. Statut de l'écriture : conception existentielle vs approche métier
2. Rôle des contraintes : libération psychique vs structuration cognitive
3. Finalité sociale : thérapie individuelle vs professionnalisation collective

Comme le notait déjà Claudette Oriol-Boyer en 1984, cette synthèse franco-française constitue "une troisième voie entre le modèle thérapeutique anglo-saxon et l'académisme patrimonial germanique ». Elle témoigne d'une conception de l'écriture comme pratique sociale autant qu'artistique.
En 1975, Pierre Frenkiel et Roland Gohlke fondent à Paris le CICLOP (Centre Interculturel de Communication Langues et Orientation Pédagogique). Cette association propose au grand public et aux institutions des ateliers d'écriture centrés sur la personne et non sur le texte. Il s'agit en effet de proposer aux participants des groupes ayant comme objectif de changer positivement la relation à l'acte d'écrire. L'hypothèse des fondateurs est que cette relation peut être facilitée ou empêchée pour des raisons relationnelles. C'est donc en mettant en œuvre diverses techniques de mise en relation entre les personnes que l'on peut dépasser les difficultés initiales.
Anciennement réunies sous l’appellation European Network of Creative Writing Programmes (ENCWP), les principales structures européennes d'ateliers d'écriture se sont regroupées depuis 2010 sous le nouveau titre d’EACWP (European Association of Creative Writing Programmes).
Les universités ouvrent des ateliers et des enseignements sur l'écriture littéraire et la création, notamment l'Université de La Sorbonne-Nouvelle ou La Sorbonne.

## Fonctionnement des ateliers d'écriture

### Les principes fondateurs
Le maître mot de ces ateliers est l'échange, qui se matérialise en une critique constructive des textes proposés, que ce soit par l'intervenant ou les autres participants. L'objectif de ces ateliers est que chacun puisse contribuer librement sans craindre un jugement négatif de la part des autres.
Les contraintes d'écriture, que ce soit le thème, la durée ou la forme, sont laissées à l'inspiration de l'intervenant et des participants de chaque atelier.
À partir de ce fonctionnement de base, de nombreuses adaptations sont possibles :
- ateliers généralistes d'écriture littéraire ;
- ateliers généralistes d'initiation ou de dépassement de l'inhibition à l'écriture ;
- ateliers thématiques (policier, poésie, nouvelles, roman, pièce de théâtre…) ;
- ateliers d'écriture pour enfants, dont certains articulent dessin, jeu et écriture ;
- ateliers à visée thérapeutique, notamment dans un cadre orthophonique lors de troubles du langage écrit ;
- ateliers spécialisés en travail individuel pour ceux dont l'ambition est de tenter la publication.

### Les applications récentes
Les écrivains français s'opposaient historiquement à l'idée même que l'on puisse apprendre à écrire. Certains défendent aujourd'hui cette démarche et sont devenus des adeptes de cette méthode et conduisent régulièrement des ateliers dans des lieux de résidence, des lycées, des collèges, des écoles primaires, des maisons de jeunes, des maisons de retraite et des lieux critiques comme une usine, une prison, un quartier en difficulté. « Le propre d'un atelier d'écriture, et ce, quel que soit son public, est d'abord de décoder la pratique de l'écriture. Le langage est un code et l'écriture, l'une des formes de ce code. ».
Certaines facultés ont intégré dans la formation des ateliers d'écriture, comme à Cergy, Nîmes, Aix, à l'Université de Provence. Certains IUFM forment les futurs enseignants à l'animation d'ateliers d'écriture. CY Cergy Paris Université propose des formations en écriture créative.
La plupart des grandes maisons d'édition ou des magazines et journaux à grands tirages proposent désormais leurs propres ateliers d'écriture : NRF chez Gallimard, Lire-Le Magazine littéraire, La Croix l'Hebdo.

### Les ateliers en Suisse romande
Depuis une trentaine d’années, le mouvement des ateliers d’écriture s’est aussi étendu en Suisse francophone. Au début des années 1980, Mary Anna Barbey, écrivaine romande d’origine américaine, développait les premiers groupes dans la région de Lausanne. Parmi les institutions pionnières ont figuré les Universités populaires, notamment celle de Lausanne.
D’autres ateliers ont fleuri dans la région de Genève, le plus souvent à l’initiative d’un initiateur passionné. Le concept reste cependant marginal en Suisse romande, et ne bénéfice guère du soutien des autorités culturelles.
Différente est l’ambition de l’Institut littéraire suisse, unique dans le pays, né en 2006 dans une forte controverse, en particulier au sein de l’Association des auteurs et des autrices suisses. Parmi les questions les plus vivement débattues, le thème de l’écriture littéraire, que l’on peut ou non apprendre selon les opinions, et la crainte de voir les étudiants sortir d’un « moule » rigide et stéréotypés. 

## Autres formes d’ateliers d’écriture

### L'atelier d’écriture spontanée
Si les ateliers d’écriture ont généralement un objectif littéraire, il existe une autre forme d’atelier : l’atelier d’écriture spontanée. 

L’écriture spontanée aide à avoir accès à son monde intérieur et permet de découvrir son potentiel créatif.
Loin de toute contrainte formelle ou académique, l’atelier d’écriture spontanée est « un outil d’éveil à son identité profonde par le biais de la créativité ». Il s’agit de laisser jaillir les mots. « Spontané » signifie en effet « qui se laisse aller à son propre mouvement, à son impulsion naturelle sans se laisser freiner ou entraver par les blocages du conformisme, de la raison, de la réflexion, de la volonté, etc. ».

### L'atelier d’écriture créative
L’objectif premier d'un atelier d’écriture créative est de partager avec d'autres le plaisir d’écrire. Ces ateliers offrent un espace ludique permettant l’expression et le développement de l’imaginaire et de la créativité. Les participants y viennent pour écrire, pour se faire du bien, pour travailler leur style, découvrir de nouveaux outils, ou pour stimuler et aiguiser leur plume. Ces ateliers sont animés en général par des auteurs, des autrices ou des spécialistes de l’écriture créative.

### L'atelier d’écriture thérapeutique
Animé par un art-thérapeute, dans un cadre thérapeutique (institutions, hôpitaux de jour, etc.), l'atelier d'écriture thérapeutique vise à accompagner par la médiation écriture des patients pris en charges par l'institution.

### La retraite d’écriture
Sur le modèle traditionnelle de la retraite spirituelle, et avec comme image symbolique la figure de l'écrivain solitaire, retiré du monde, qui a besoin de silence pour rédiger son oeuvre, l'atelier d'écriture se décline de plus en plus comme une mise à l'écart de la vie active durant un week-end ou quelques jours. Encadrés par un animateur formé, les participants se voient offrir du temps d'écriture intensive ainsi que des moments d'apprentissage théorique et de partage collectif. Le lieu d'accueil est souvent champêtre, chargé historiquement ou culturellement comme au moulin d'Andé, voire religieusement comme à l'Abbaye Sainte-Marie de Maumont.

## L'encadrement des ateliers d'écriture

### Animatrice, animateur d'ateliers d'écriture

#### Le rôle d'animatrice animateur d'ateliers d'écriture
1. Poser un cadre qui crée des conditions propices à l’écriture.
2. Instaurer des contraintes décalées qui génèrent de la surprise et donnent le « goût du risque ».
3. Générer un état d’attention et de curiosité qui aide à façonner son sens de l’observation.
4. Une mise en pratique qui procède du laboratoire d’expérience et du tâtonnement.
5. Inciter le participant à chercher des moyens de contourner ou aborder la contrainte (production d’hypothèses).
6. Donner des outils, des astuces, un savoir-faire technique pour offrir une autonomie aux participants.

#### Le statut
La fonction d’animateur/animatrice d’ateliers d’écriture créative est au carrefour de diverses professions, inscrites au Répertoire National des Certifications Professionnelles :
- Animateur/animatrice socioculturelle – CODE ROME K1206[25] (France Travail)
- Animateur/animatrice d’activité culturelle ou ludique – CODE ROME G1202 [26](France Travail)
- Enseignant de pratique artistique – CODE ROME K2105[27] (France Travail)

Il faut souligner que l’atelier d’écriture, comme activité artistique, peut être inclus dans diverses situations professionnelles, sans qu’animateur d’atelier soit le poste principal. Le large spectre de métiers comprend des artistes-auteurs, enseignants, des formateurs, des médiateurs culturels, des bibliothécaires, des psychologues, du personnel soignant, des travailleurs sociaux, des coach, auto-entrepreneurs/travailleurs indépendants.
Les professionnels de l’animation d’ateliers d’écriture créative exercent principalement avec les statuts suivants :
- Travailleur non salarié au régime auto-entrepreneur (majoritairement)
- Travailleur non salarié au régime société (SARL, SAS)
- Auteur, Auteure (Maison des artistes)
- Pigiste journaliste
- Intermittent, intermittente du spectacle
- Salarié, salariée d’association

Pour autant, la profession d’animatrice ou animateur d’ateliers d’écriture n’est pas règlementée et ne fait pas l’objet d’un diplôme spécifique, comme le souligne l’article d’Odile Jullien « Les ateliers d'écriture : expression personnelle et pratiques collectives : un coup d'oeil sur le Sud ». Une étude plus récente, réalisée par le SNPCE (Syndicat National des Prestataires et Conseils en écriture) à propos des professions des prestataires et conseils en écriture révèle[Où ?] que l’animation d’ateliers d’écriture créative intervient majoritairement comme une activité complémentaire. Les ateliers d’écriture créative correspondent à une prestation en plus du métier d’écrivain public, écrivain conseils, biographes, conseils en communication écrite, rédacteurs, rewriters.

Les écrivains et écrivaines publiés à compte d’éditeur peuvent aussi animer des ateliers d’écriture créative. Les ateliers d’écriture créative correspondent à l’axe principal de rémunération (avec les master-class et les lectures) des auteurs dont la vente des livres ne représente pas une ressource suffisante. En effet, l’enquête « Profession ? Écrivain », réalisée sous la direction de Gisèle Sapiro et Cécile Rabot en 2016 [réf. incomplète]:
« Cette nouvelle catégorie d’activités, la réalisation d’ateliers d’écriture a connu un essor considérable depuis les années 1990. Seuls ou en accompagnement d’événements plus larges – tels que festivals, salons et marchés – ces ateliers font partie de l’horizon d’activité d’un nombre respectable d’auteurs (40 %). » 
L’enquête ajoute : 
« [Les] ateliers d’écriture – constituent une ressource économique de plus en plus importante, qui participe aussi de leur reconnaissance professionnelle. »
En outre, les artistes-auteurs peuvent animer des ateliers artistiques dans le cadre de leur activité professionnelle, notamment des ateliers d’écriture. La Sécurité Sociale des artistes-auteurs reconnaît comme activités éligibles la création d'œuvres originales dans divers domaines artistiques, y compris les arts graphiques et plastiques, l'écriture, la musique, le cinéma et la photographie, ainsi que la mise en place d'ateliers artistiques. De plus, les artistes-auteurs peuvent exercer en tant qu'auto-entrepreneurs, ce qui leur permet de diversifier leurs activités, notamment en proposant des ateliers.

#### Formations universitaires
D’autre part, il existe plusieurs formations universitaires à l’animation d’ateliers d’écriture créative :
- Certificat universitaire : Formation à l’animation d’ateliers d’écriture[32], Université de Cergy.
- Diplôme d’université : Animateur d’ateliers d’écriture[33], Université Paul Valéry, Montpellier.
- Diplôme universitaire : Animateur d’ateliers d’écriture[34], Université Aix Marseille.

Les autres diplômes d’université (master) n’intègrent l’animation d’ateliers d’écriture que comme une composante supplémentaire et non majoritaire. 

#### Formations professionnelles
Des formations offrent diverses approches et formats pour préparer de futurs animateurs d'ateliers d'écriture, parmi lesquels :
- Formation à l'animation d'ateliers d'écriture, AEPF[35] (Association des Écrivains Publics de France)
- Formation Concevoir et animer des ateliers d’écriture, ALEPH[36]
- Formation à l’animation d’ateliers d’écriture créative, Rémanence des mots[37]
- Formation à l’animation de groupes d’écriture, CICLOP[38]
- Formation Imaginer et animer un atelier d'écriture, SGDL[39]